# Auguste Marguillier
Auguste Marguillier (Brienn-la-Vieille, Aube, 28 de juliol de 1862 – 1945), va ser un historiador de l'art, crític i traductor francès.
Entre d'altres càrrecs, durant més de vint anys va ser secretari de la Gazette des Beaux-Arts, etapa en la qual va teixir una extensa xarxa de relacions entre erudits, crítics i artistes, tant de França com d'altres països. També fou director de la Chronique des Arts, secretari de la redacció dels Monuments et Mémoires publiés par l'Académie des inscriptions et belles-lettres, director de la col·lecció «Bibliothèque d'histoire de l'art» editada per Van Oest. El 1891 era membre corresponent de la Société académique de l'Aube.

## Obres
- Marguillier, Auguste. Albert Dürer : Biographie critique (en francès).  París: Henri Laurens, éditeur, [data de publicació no identificada].
- Marguillier, Auguste. Saint Nicolas (en francès).  París: Henri Laurens, 1917 (L'art de les saints).
- Marguillier, Auguste. La Destruction des monuments sur le front occidental : réponse aux plaidoyers allemands (en francès).  París [etc.]: G. Van Oest et Cie, 1919.
- Marguillier, Auguste. Saint Georges (en francès).  París: Henri Laurens, éditeur, 1922 (L'art et les saints).